# خوسيه كارلوس فرنانديز
خوسيه كارلوس فرنانديز (بالإسبانية: José Carlo Fernández) (24 يناير 1971 بسانتا كروز دي لا سييرا في بوليفيا - ) هو لاعب كرة قدم بوليفي في مركز حراسة المرمى. شارك مع منتخب بوليفيا لكرة القدم. أما مع النوادي، فقد لعب مع إنديبنديينتي سانتا في وديبورتيفو كالي ونادي أونيفرسيداد دي تشيلي ونادي بوليفار ونادي تشياباس ونادي قرطبة ونيو إنجلاند ريفولوشن وتيبورونيس روخوس دي فيراكروز وديبورتيفو ميراندا وأورينتي بيتروليرو وUniversitario de Sucre ‏ وديبورتيس ميليبيلا وديبورتيفو إيطاليا ‏ وكلوب ديسترويرس ونادي خوسيه جالفيز ‏ ونادي بلومينغ.

## وصلات خارجية
- خوسيه كارلوس فرنانديز على موقع الدوري الأمريكي (الإنجليزية)
- خوسيه كارلوس فرنانديز على موقع إي إس بي إن إف سي (الإنجليزية)
- خوسيه كارلوس فرنانديز على موقع قاعدة بيانات كرة القدم.إي يو (الإنجليزية)
- خوسيه كارلوس فرنانديز على موقع ناشيونال فوتبول تيمز (الإنجليزية)